# セオドア・メイマン
セオドア・ハロルド・メイマン（Theodore Harold Maiman、1927年7月11日 - 2007年5月5日）は、アメリカ合衆国の物理学者。

## 人物
ロサンゼルスに生まれ、コロラド大学、スタンフォード大学で学ぶ。1955年からコロンビア大学のチャールズ・タウンズの理論にもとづいてメーザーの研究を行い、1960年5月16日ヒューズ研究所で世界初のレーザー（ルビーレーザー）を発明した。
1962年に自分の会社Korad Corporationを設立したが、1968年にはユニオンカーバイドに売却し、コンサルティング会社のメイマン・アソシエーツ社を設立した。

## 受賞歴
- スチュアート・バランタイン・メダル（1962年）
- オリバー・E・バックリー凝縮系賞（1966年）
- R・W・ウッド賞（1976年）
- ウルフ賞物理学部門（1983年）
- 全米発明家殿堂選出（1984年）
- 日本国際賞（1987年）[1]

## 参照
- Bright Idea: The First Lasers (history)
- Time Photos, "20th Century Technology: Laser"
- SPIE, "Lasers and Sources, Video: Theodore Maiman on the First Laser"
- SPIE, "Lasers and Sources, Video: Maiman's First Laser Light Shines Again"